# Igalo

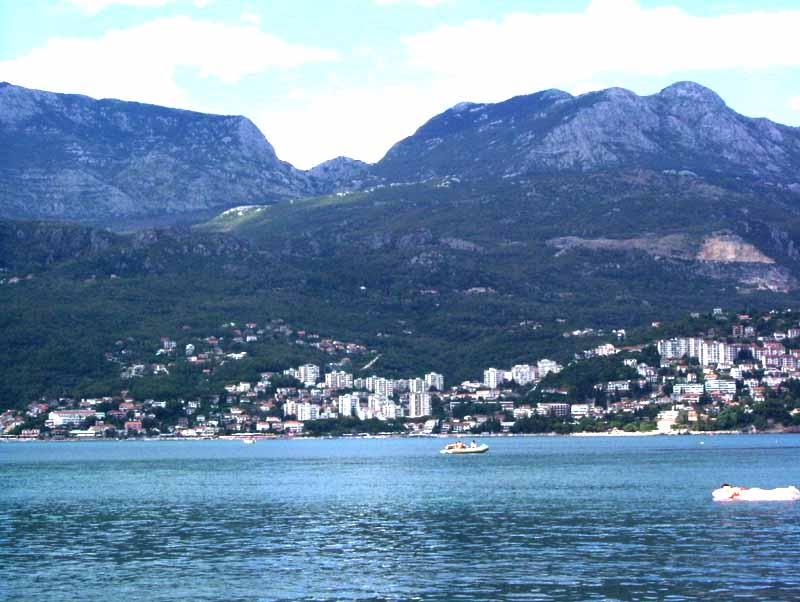
Igalo, med Orjenbergen i bakgrunden.

Igalo (serbiska kyrylliska: Игало) är en ort vid Kotorbukten i Montenegro. Den tillhör kommunen Herceg Novi och är belägen vid bergskedjan Orjens sluttning, direkt väster om kommunens centralort. Folkmängden uppgick till 3 354 invånare vid folkräkningen 2011. Igalo och Herceg Novi är endast administrativt uppdelade, eftersom det inte finns någon klar skillnad mellan städerna.
Igalo är känt för spaverksamhet. Orten har en strandpromenad med många barer, restauranger och små affärer. Standpromenaden fortsätter in i Herceg Novi. Där finns flera ställen att bada på, bland annat Titopiren.